# バター餅

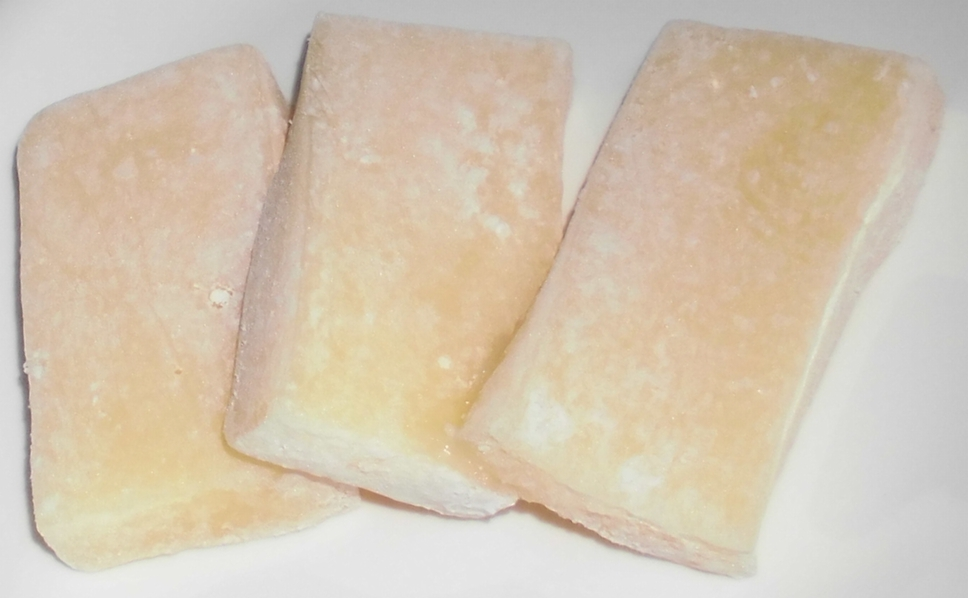
バター餅

バター餅（バターもち）は、北秋田市の郷土菓子。水に一晩浸したもち米を搗き、他の材料（バター・小麦粉・卵黄・砂糖など）を加えて混ぜて作られている、バターを入れることで時間が経っても硬くなりにくく、餅の柔らかな食感が保たれているという特徴があり、このことから伝統的方法で冬に狩猟をする「マタギ」たちの間で保存食として用いられていた。長年他地域に知られることがなかったが、テレビ放送をきっかけに知名度を得た。
北秋田市の特産品として日本バター餅協会より認定されている業者は、13店舗存在する。
「日本全国物産展／第3回ニッポン全国ご当地おやつランキング」には、もちもち三角が秋田県代表として参加し、全国デビューした。

## 日本国外の類例
ハワイでは、アジアからの移民によって持ち込まれた餅がハワイ住民や日系人たちに人気であり、特に「Butter mochi（バターモチ）」または「Bibingka（ビビンカ）」と呼ばれるバターを使った餅菓子が定番の一つである。フィリピンからの移民によって伝えられたものと考えられており、餅粉、バター、卵、砂糖といった材料は秋田同様だが、それら以外にココナッツミルク、練乳、ベーキングパウダーなどが加えられており、搗くのではなくオーブンで焼いて作られる。材料や製法が大きく異なることなどから、ハワイと秋田のバター餅の関連性はないものと見られているが、餅とバターと卵という組み合わせが何らかの形で関連していたと指摘する声もある。
一説にはハワイへの移住者が多かった広島県庄原市の和泉光和堂が販売する乳団子を起源とする説もある。